# Ghiacciaio Rowles
Il ghiacciaio Rowles è un ghiacciaio lungo circa 37 km situato sulla costa di Pennell, nella regione nord-occidentale della Dipendenza di Ross, in Antartide. In particolare, il ghiacciaio, il cui punto più alto si trova a circa 1700 m s.l.m., ha origine nella parte settentrionale dei monti dell'Ammiragliato, in particolare dal versante nord-orientale della dorsale Dunedin,  e da qui fluisce in direzione nord-ovest fino a unire il proprio flusso a quello del ghiacciaio Dennistoun.

## Storia
Il ghiacciaio Rowles è stato mappato per la prima volta dallo United States Geological Survey grazie a fotografie scattate dalla marina militare statunitense (USN) durante ricognizioni aeree e terrestri effettuate nel periodo 1960-63, e così battezzato dal Comitato consultivo dei nomi antartici in onore di D.S. Rowles, del ministero della ricerca scientifica e industriale neozelandese, membro della squadra di stanza alla stazione Hallett nel 1964.